# 本田技術研究所 (旧)
本田技術研究所（ほんだぎじゅつけんきゅうじょ）は、第二次世界大戦後の1946年（昭和21年）9月に本田宗一郎によって設立された本田技研工業の前身となった企業である。

## 沿革
- 1945年（昭和20年）以前より経営していた4輪自動車用ピストンリング製造の東海精機の株式を豊田自動織機にすべて売却し、売却資金を元手に靜岡縣濱松市山下町30番地（現在の静岡県浜松市中央区山下町2番1号）を本社として「本田技術研究所」を設立し、同市野口町584番地（現在の浜松市中央区中央1丁目）にエンジン組み立て工場を増設した。
- 会社設立当時の業務内容は、ガソリンおよび軽油の内燃機関や各種工作機械の製造を行っていたと同時に原動機付き自転車や自動2輪車の研究を開始した。
- 1946年（昭和21年）に日本陸軍払い下げの軍事無線機用小型エンジンを転用し、自転車用の補助動力エンジンを開発し販売した。翌年の1947年（昭和22年）に自転車用補助動力エンジンを搭載した「ホンダA型」を販売し、初のヒット商品となる。
- 1948年（昭和23年）に本田技研工業を浜松市板屋町257番地（現在の浜松市中央区）に設立し、本田技術研究所を発展的に解消する。旧本社は、山下工場へ改称された。

## 逸話
- 本田宗一郎のアイデアは、大日本帝国陸軍より放出された三國製(現在のミクニ)の発電機流用に目を向けて発明された。後に自転車用原動機を自転車+バイク（補助エンジン付自転車）を販売したことが社業の始まりであるが、現在のように工場内で完成車を組み立てるのでなく、エンジンと走行に必用な部品をセットにして出荷し、自転車屋が既存の自転車に組み付けて販売された。この発電機は、当時存在した旧大日本帝国陸軍の歩兵連隊及び陸軍航空隊基地の武装解除後から、濵松市の闇市に出回っていた。
- この補助エンジン付自転車（現在で言うモペッド）は、そのエンジン騒音から通称「バタバタ」と呼ばれた。ホンダA型を始めとする黎明期の2輪車メーカーの補助エンジン付自転車は、単気筒小排気量車独特の排気音から「ポンポン」と当時の浜松市民から呼ばれ、次第に原動機付き自転車や自動2輪車が、「ポンポン」と呼ばれるようになった。参照：機械遺産#2007年度認定遺産一覧、Collection、カブ号F型（ホンダ自転車用補助エンジン）（栃木県）
- 後に立ち上げる「本田技研工業(昭和23年設立)」の東京進出について、当時金融取引をしていた静岡銀行浜松支店へ具体的な構想を持ち資金的援助を期待して訪れた。応対に出た静岡銀行の融資審査部長へ本田宗一郎が東京進出に多大な夢や期待をプレゼンしたところ、「東京進出なんて、あなた、会社を潰す気か?」と1つ1つ数字を挙げながら、当時新興の中小企業だった本田技研工業がいかに中途半端な会社かを説明され、これに激高した本田宗一郎が「貴様にオレの何がわかるか!! 二度とお前んとこには頼まん」と捨て台詞まで吐き、銀行を飛び出した。本田技研工業はこの出来事が切っ掛けで静岡銀行との取引を解消し、現在に至るまで取引が行われていない。